# Distretto di Yuzhou
Il distretto di Yuzhou (玉州区S, YùzhōuP) è un distretto della Cina, situato nella regione autonoma di Guangxi e amministrato dalla prefettura di Yulin.